# Richard Starzak
Richard Starzak (ur. w kwietniu 1959 w Ipswich) – brytyjski animator, scenarzysta i reżyser filmów animowanych polskiego pochodzenia. Wielokrotnie nagradzany i nominowany do nagród branżowych, w tym m.in. do Oscara za najlepszy pełnometrażowy film animowany.
Urodził się jako Richard Goleszowski, w świecie artystycznym znany jest pod przydomkiem „Golly”. W dorosłym wieku zmienił nazwisko z Goleszowski na rodowe Starzak.

## Życiorys
Urodził się i dorastał w Ipswich w hrabstwie Suffolk. Uczęszczał do Northgate Grammar School, a po zaliczeniu kursu przygotowawczego w Ipswich Art School ukończył studia z zakresu sztuk pięknych w Exeter College of Art and Design w Plymouth ze specjalizacją w animacji. Po studiach pracował jako ilustrator, później przeniósł się do firmy produkującej reklamy. W  1983 został pierwszym pracownikiem zatrudnionym przez wytwórnię Aardman Animations. Podczas swojej pierwszego okresu pracy w Aardman pracował nad kilkoma filmami krótkometrażowymi i promocyjnymi, w tym nagradzanym teledyskiem do piosenki „Sledgehammer” Petera Gabriela. Stworzył w tym czasie film krótkometrażowy Ident (1989) i dwa pilotażowe odcinki późniejszego serialu Rex the Runt (1991).
W 1992 opuścił wytwórnię Aardman, by rozpocząć karierę artysty niezależnego. Pracował m.in. w Nowej Zelandii jako doradca ds. produkcji przy serialu animowanym Oscar and Friends, napisał i wyreżyserował 13 odcinków serialu Rex the Runt dla BBC2. W 1999 wyreżyserował film Robbie the Reindeer, Hooves of Fire, który zdobył wiele międzynarodowych nagród, w tym nagrodę BAFTA. Od 2003 wyreżyserował dwie serie Zwierzo-zwierzenia dla ITV na podstawie nagrodzonego Oscarem filmu krótkometrażowego Nicka Parka, które również zdobyły liczne nagrody. W tym samym czasie współtworzył serial animowany Baranek Shaun. 
W lipcu 2005 ponownie dołączył do Aardman Animations jako dyrektor kreatywny, pisze także scenariusze i nadzoruje nowe projekty w fazie rozwoju.
Wraz z Markiem Burtonem jest współautorem scenariusza i współreżyserem nominowanego do Oscara i nagrody BAFTA animowanego filmu pełnometrażowego Baranek Shaun (2015) oraz producentem wykonawczym nominowanej do Oscara i nagrody BAFTA kontynuacji, Baranek Shaun Film: Farmageddon (2019). 

## Wybrana filmografia[2][11]
- Barefootin’ (1987, animowany film krótkometrażowy, reżyseria)
- Ident (1990, animowany film krótkometrażowy, scenariusz i reżyseria)
- Rex the Runt (1991-2005, serial animowany, scenariusz i reżyseria)
- Hooves of Fire (1999, film animowany, reżyseria)
- Zwierzo-zwierzenia (Creature Comforts, 2003–2006, 2007, serial animowany, reżyseria)
- Baranek Shaun (Shaun the Sheep, 2007–2020, serial animowany, scenariusz i reżyseria)
- Baranek Shaun: Film (Shaun the Sheep Movie, 2015, film animowany, reżyseria)
- Shaun the Sheep: The Farmer's Llamas (2015, animowany film krótkometrażowy, scenariusz)
- Baranek Shaun Film: Farmageddon (Shaun the Sheep Movie: Farmageddon, 2019, film animowany, scenariusz)
- Shaun the Sheep: Adventures from Mossy Bottom (2020- , serial animowany, scenariusz)

## Nagrody i wyróżnienia[11]
- Hooves of Fire
  - Nagroda Brytyjskiej Akademii Filmowej – Best Entertainment Programme or Series (2000)[9]
  - Międzynarodowy Festiwal Filmowy w Berlinie – Special Award, Crystal Bear – Best Short Film (2001)[12]
  - Leipzig DOK Festival – Audience Award (2000)
  - Ottawa International Animation Festival – OIAF Award Best Television Special (2000)
  - Kecskemét Animation Film Festival – Best TV Special (2002)
  - Międzynarodowy Festiwal Filmów Animowanych w Annecy – Special Distinction for special TV (2000)

- Zwierzo-zwierzenia
  - Międzynarodowy Festiwal Filmów Animowanych w Annecy – The Annecy Cristal for a TV production (2004),
  - Chicago International Children’s Film Festival – Children's Jury Award Animated Television Production, Adult's Jury Award Animated Television Production (2004)
  - Chicago International Film Festival – Gold Hugo Best Animated Short (2004)
  - Florida Film Festival – Winner Audience Award Best International Short (2004)
  - Palm Springs International ShortFest – Audience Award Best Animation (2004)
  - Ottawa International Animation Festival – OIAF Award Best Television Series for Adults (2004)

- Baranek Shaun (serial): 
  - IndieLisboa International Independent Film Festival – Special Mention (2008)

- Baranek Shaun (film): 
  - Anima Mundi Animation Festival – Best Animated Feature (2015),
  - Nagroda Brytyjskiej Akademii Filmowej – Children's Award Best Animation (2014)
  - British Animation Awards – Best Long Form (2016)
  - Nominacje m.in. do: Oscara – Najlepszy długometrażowy film animowany, Europejskiej Nagrody Filmowej – Najlepszy film animowany, Nagrody Brytyjskiej Akademii Filmowej – Najlepszy film animowany, Złotych Globów –  Najlepszy film animowany, Bafty – Najlepszy film animowany, Annie, Satelity – Najlepszy film animowany lub łączący w sobie różne media.